# Dominikanergasse (Graz)
Die Dominikanergasse ist eine etwa 170 Meter lange Straße im 5. Grazer Stadtbezirk Gries. Sie beginnt an der Annenstraße und verläuft in südwestlicher Richtung bis zur Maria-Stromberger-Gasse (ehemals Kernstockgasse).
Am Eingang zur Dominikanergasse steht mit dem Palais Gleispach das einzige Palais im Bezirk Gries. Dessen Haupttrakt aus dem späten 17. Jahrhundert entlang der Dominikanergasse zeigt eine kurz nach 1692 gestaltete barocke Fassade in der Art Joachim Carlones. In der Straße liegen einige weitere denkmalgeschützte Objekte, darunter die Bürgerspitalkirche. 
Nach Graz gerufen wurden die namensgebenden Dominikaner in der zweiten Hälfte des 15. Jahrhunderts von Friedrich III. Die heutige Grazer Stadtpfarrkirche (damals Kirche zum hl. Blut) war zuerst Heimstatt der Dominikaner, allerdings mussten sie jene aufgrund der Verlegung der Stadtpfarre vom Grazer Dom aufgeben und wanderten in die Murvorstadt. Dort bauten sie ein neues Kloster mit der Kirche St. Andrä auf. Die heutige Lage ist die Kernstockgasse, die in den Jahren 1786 bis 1853 allerdings den Namen Dominikanergasse trug (und bis 1936 Schul- bzw. Belgiergasse hieß). 

## Galerie

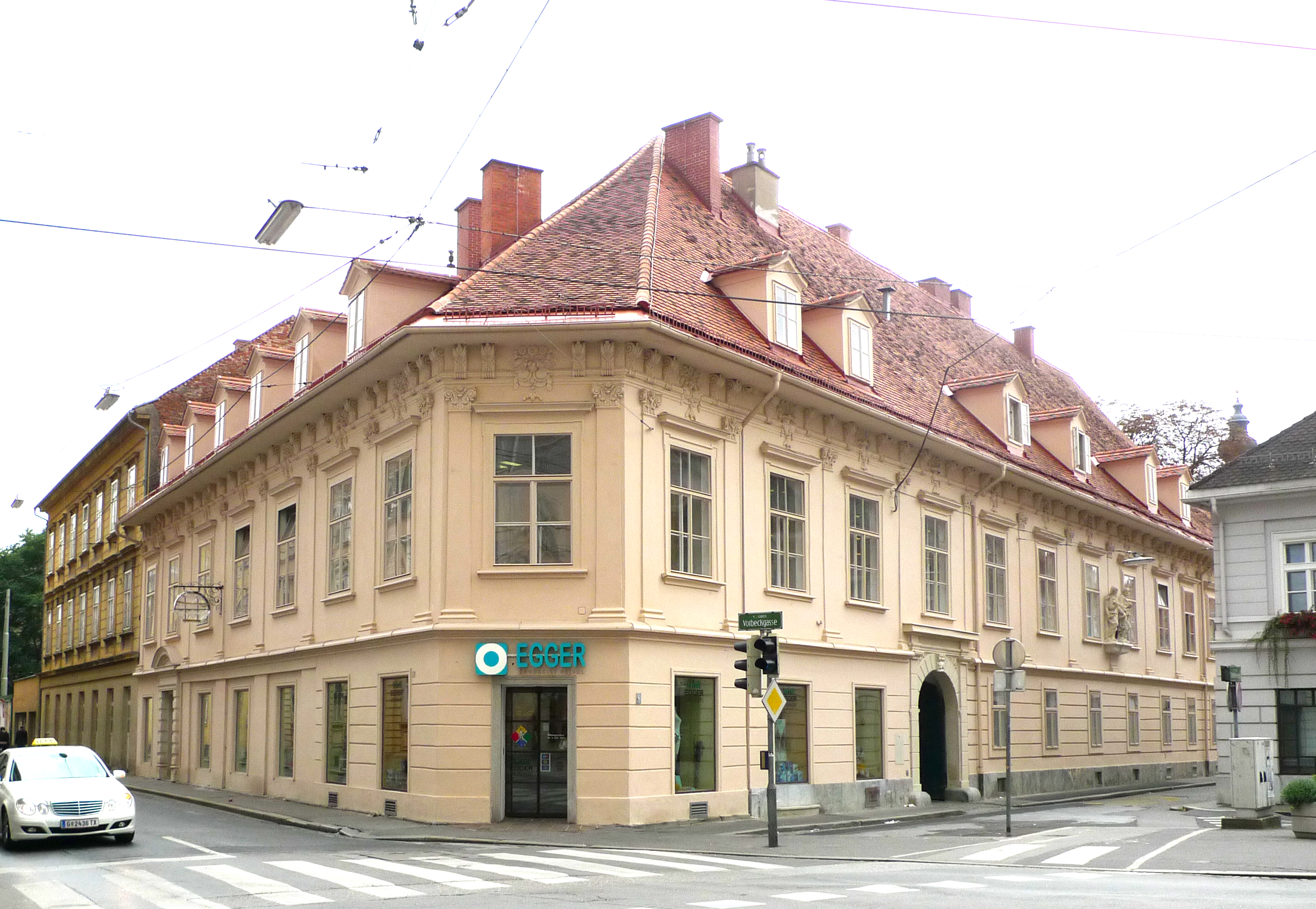
Stadtpalais Gleispach, Dominikanergasse 1
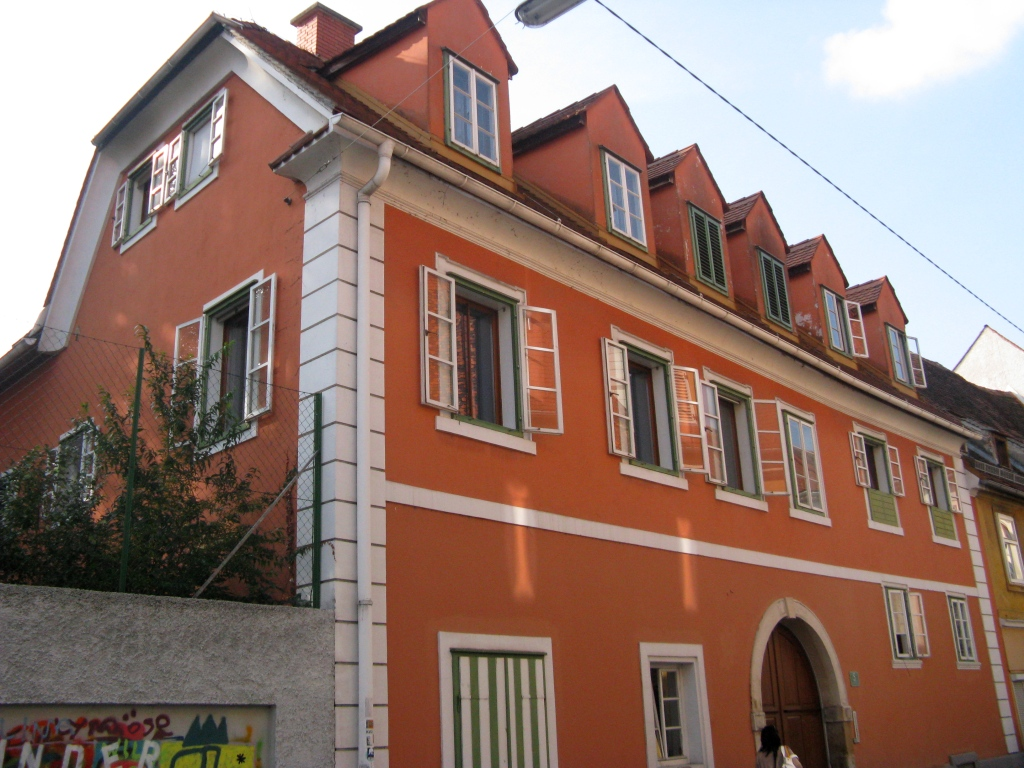
Bürgerhaus, Dominikanergasse 5
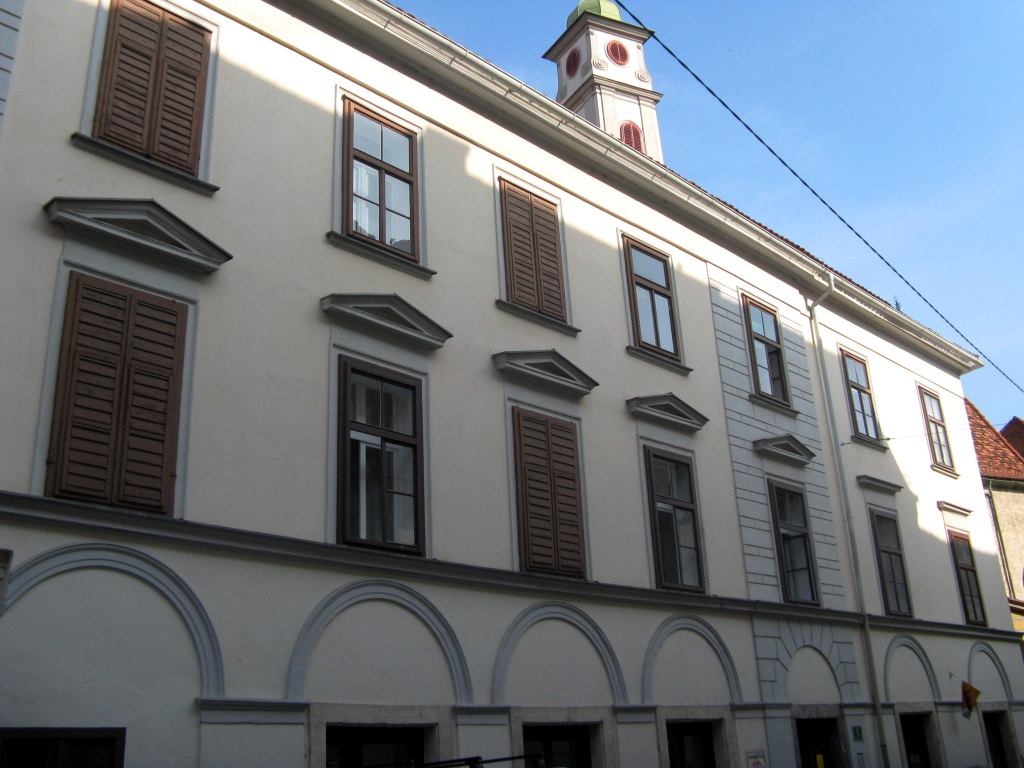
Ehem. Bürgerspital, Dominikanergasse 8
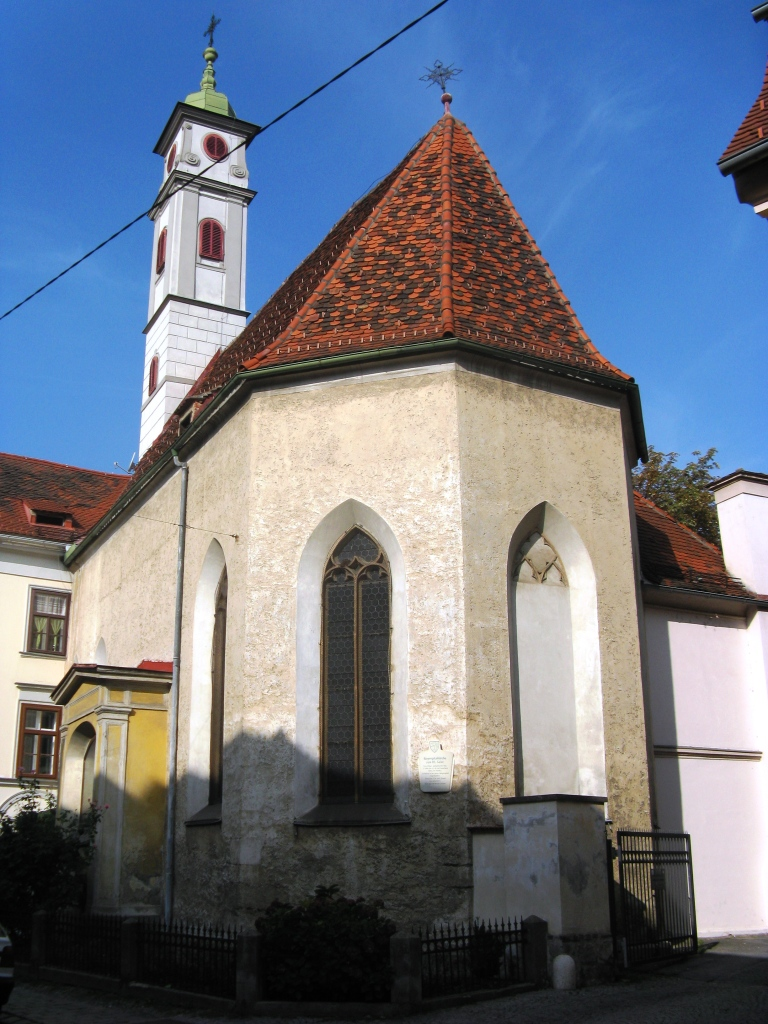
Bürgerspitalskirche zum hl. Geist, bei Dominikanergasse 8
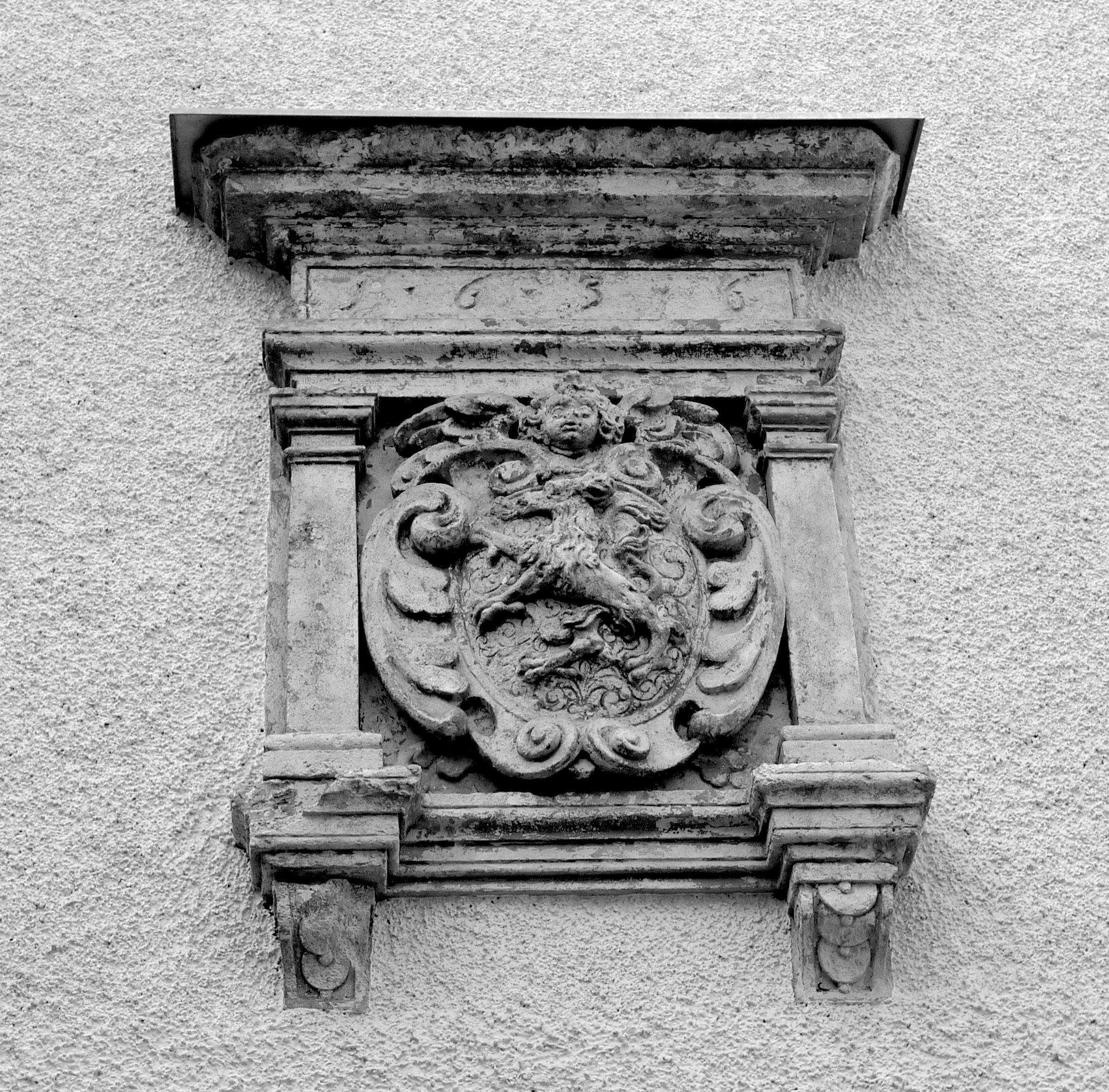
Hauszeichen, Stadtwappen; Dominikanergasse 8a